# India en la Copa Mundial de Críquet
India ha ganado la Copa Mundial de Críquet dos veces, una en 1983 y luego en 2011 . India terminó subcampeona en 2003 . Actualmente, India organiza y participa en la Copa Mundial de Críquet 2023 en curso.

## Historia
India ha participado en todas las ediciones del torneo desde 1975. Ganó por primera vez la Copa Mundial de Críquet de 1983, bajo la capitanía de Kapil Dev . India se convirtió en el segundo equipo de la historia en ganar la Copa Mundial de Críquet (1975), después de las Indias Occidentales. La siguiente victoria de la India se produjo en la Copa Mundial de Críquet de 2011, bajo la capitanía de Mahendra Singh Dhoni, 28 años después de la victoria anterior. Con esta victoria, India se convirtió en la primera nación en ganar el torneo en casa, ya que India era sede de la final del torneo, y el segundo coanfitrión en ganar el torneo después de Sri Lanka (cuando ganó en 1996). India se convirtió en el tercer equipo después de Australia (cuando ganaron en 1987, 1999, 2003 y 2007) y las Indias Occidentales en ganar dos copas del mundo.
India también acabó como subcampeones en el 2003 Críquet Taza Mundial, donde perdieron la final a Australia y terminaron semifinalistas en los torneos de: 1987, 1996, 2015 y 2019, y en el super-sixes ronda en 1999

## Registro global
Un cuadro rojo alrededor del año indica los Mundiales jugados en India.
| Registro de la Copa del Mundo                | Registro de la Copa del Mundo | Registro de la Copa del Mundo | Registro de la Copa del Mundo | Registro de la Copa del Mundo | Registro de la Copa del Mundo | Registro de la Copa del Mundo | Registro de la Copa del Mundo | Registro de la Copa del Mundo |
| Anfitrión y año                              | Ronda                         | Posición                      | GP                            | V                             | D                             | Empate                        | Sin resultado                 | Capitán                       |
| -------------------------------------------- | ----------------------------- | ----------------------------- | ----------------------------- | ----------------------------- | ----------------------------- | ----------------------------- | ----------------------------- | ----------------------------- |
| 1975                                         | Ronda 1                       | 6/8                           | 3                             | 1                             | 2                             | 0                             | 0                             | Srinivas Venkataraghavan      |
| 1979                                         | Ronda 1                       | 7/8                           | 3                             | 0                             | 3                             | 0                             | 0                             | Srinivas Venkataraghavan      |
| 1983                                         | Campeones                     | 1/8                           | 8                             | 6                             | 2                             | 0                             | 0                             | Kapil Dev                     |
| 1987                                         | Semifinales                   | 3/8                           | 7                             | 5                             | 2                             | 0                             | 0                             | Kapil Dev                     |
| 1992                                         | Ronda 1                       | 7/9                           | 8                             | 2                             | 5                             | 0                             | 1                             | Mohammad Azharuddin           |
| 1996                                         | Semifinales                   | 3/12                          | 7                             | 4                             | 3                             | 0                             | 0                             | Mohammad Azharuddin           |
| 1999                                         | Ronda 2                       | 6/12                          | 8                             | 4                             | 4                             | 0                             | 0                             | Mohammad Azharuddin           |
| 2003                                         | Subcampeones                  | 2/14                          | 11                            | 9                             | 2                             | 0                             | 0                             | Saurav Ganguly                |
| 2007                                         | Fase de grupos                | 9/16                          | 3                             | 1                             | 2                             | 0                             | 0                             | Rahul Dravid                  |
| 2011                                         | Campeones                     | 1/14                          | 9                             | 7                             | 1                             | 1                             | 0                             | Mahendra Singh Dhoni          |
| 2015                                         | Semifinales                   | 3/14                          | 8                             | 7                             | 1                             | 0                             | 0                             | Mahendra Singh Dhoni          |
| 2019                                         | Semifinales                   | 3/10                          | 10                            | 7                             | 2                             | 0                             | 1                             | Virat Kohli                   |
| 2023                                         | En curso                      | 1/10                          | 8                             | 8                             | 0                             | 0                             | 0                             | Rohit Sharma                  |
| 2027                                         | Por determinar                | Por determinar                | Por determinar                | Por determinar                | Por determinar                | Por determinar                | Por determinar                | Por determinar                |
| 2031                                         | Calificado                    | Calificado                    | Calificado                    | Calificado                    | Calificado                    | Calificado                    | Calificado                    | Calificado                    |
| Total                                        | 2 Títulos                     | 12/12                         | 85                            | 55                            | 29                            | 1                             | 2                             |                               |
| Última actualización:2 de noviembre de 2023. |                               |                               |                               |                               |                               |                               |                               |                               |